# Station Séon-Saint-Henri
Station Séon Saint-Henri is een spoorwegstation in de Franse gemeente Marseille.